# Minami Uwano
Minami Uwano, (en japonès: 上野 みなみ, 18 de maig de 1981) és una ciclista japonesa, especialista en la pista. Ha guanyat una medalla al Campionat del Món en puntuació

## Palmarès
- 2014
  -  Campiona del Japó en Puntuació